# Ladies and Gentlemen: The Rolling Stones
"Ladies and Gentlemen: The Rolling Stones" es una película de conciertos de la banda de rock británica The Rolling Stones durante la gira de "Exile on Main St.", llevada a cabo en 1972.
La película se publicó por primera vez en 1974 y fue reeditada por Eagle Rock en 2010 en 2 formatos: DVD y Blu-Ray. 

## Producción
Dirigida por Rollin Binzer y producida por Binzer y Ajedrez Marshall, fue filmada en 16 mm por congelación por Bob y Steve Gebhardt. La película muestra a los Rolling Stones durante su gira estadounidense de 1972. Se filmó en Fort Worth y en Houston.

## Canciones
- "Brown Sugar"
- "Bitch"
- "Gimme Shelter"
- "Dead Flowers"
- "Happy"
- "Tumbling Dice"
- "Love in Vain"
- "Sweet Virginia"
- "You Can't Always Get What You Want"
- "All Down the Line"
- "Midnight Rambler"
- "Bye Bye Jonnhy"
- "Rip This Joint"
- "Jumpin' Jack Flash"
- "Street Fighting Man"

## Músicos

### Titulares
- Mick Jagger - Voz principal, armónica
- Keith Richards - Segunda guitarra, voz
- Charlie Watts - Batería
- Mick Taylor - Primer guitarra
- Bill Wyman - Bajo

### Adicionales
- Nicky Hopkins - piano
- Bobby Keys - saxofón
- Jim Price - trompeta
- Ian Stewart - piano en "Bye Bye Johnny" y "Brown Sugar"

## Relanzamiento
En el año 2010, "Ladies and Gentlemen: The Rolling Stones" fue remasterizada en HD Digital. Eagle Rock la publicó en formato Blu-Ray y en DVD. También hay un Box Set de lujo que contiene 3 DVD, una bufanda, póster original, comentarios sobre la presentación en cines en 1974 y un libro con imágenes de la gira de "Exile on Main St."
- Datos: Q938942